# Saison 1 de Lizzie McGuire
Chronologie
Saison 2
Cet article présente le guide des épisodes la première saison de la série télévisée Lizzie McGuire.

## Épisodes

### Épisode 1:À quoi pense Lizzie?
- États-Unis : 12 janvier 2001
- France : 11 septembre 2002

### Épisode 2:La Photo de classe
- États-Unis : 19 janvier 2001
- France : 11 septembre 2002

### Épisode 3:Maman passe à l'attaque
- États-Unis : 26 janvier 2001
- France : 25 septembre 2002

### Épisode 4:La boum qui fait mal
- États-Unis : 2 février 2001
- France : 2 septembre 2002

### Épisode 5:La Gymnastique rythmique
- États-Unis : 9 février 2001

### Épisode 6:Fausses Notes
- États-Unis : 23 février 2001
- France : 2 octobre 2002

### Épisode 7:Rencontre avec une idole
- États-Unis : 23 mars 2001
- France : 4 décembre 2002

### Épisode 8:Mise en garde
- États-Unis : 6 avril 2001
- France : 9 octobre 2002

### Épisode 9:Élisez moi
- États-Unis : 20 avril 2001
- France : 16 octobre 2002

### Épisode 10:Pour le meilleur et pour le pire
- États-Unis : 27 avril 2001
- France : 23 octobre 2002

### Épisode 11:La Méchante
- États-Unis : 4 mai 2001
- France : 24 octobre 2002

### Épisode 12:Les Dessous de Lizzie
- États-Unis : 11 mai 2001
- France : 25 octobre 2002

### Épisode 13:Quand Lizzie rencontre Sinatra
- États-Unis : 1er juin 2001
- France : 26 octobre 2002

### Épisode 14:Miranda brûle les planches
- États-Unis : 8 juin 2001
- France : 28 octobre 2002

### Épisode 15:La Coqueluche du lycée
- États-Unis : 22 juin 2001
- France : 29 octobre 2002

### Épisode 16:Obsession
- États-Unis : 29 juin 2001
- France : 30 octobre 2002

### Épisode 17:Liens fraternels
- États-Unis : 3 août 2001
- France : 13 novembre 2002

### Épisode 18:Interdit aux mineurs
- États-Unis : 10 août 2001
- France : 6 novembre 2002

### Épisode 19:Gordo amoureux
- États-Unis : 17 août 2001
- France : 27 novembre 2002

### Épisode 20:La Bosse des maths
- États-Unis : 24 août 2001
- France : 15 juillet 2002

### Épisode 21:La Partie de bowling
- États-Unis : 31 août 2001
- France : 16 juillet 2002

### Épisode 22:Gordo fait son cinéma
- États-Unis : 21 septembre 2001
- France : 22 juillet 2002

### Épisode 23:Mannequin de l'année
- États-Unis : 28 septembre 2001
- France : 17 juillet 2002

### Épisode 24:La Nuit d'Halloween
- États-Unis : 5 octobre 2001
- France : 31 octobre 2002

### Épisode 25:Chacun sa méthode
- États-Unis : 12 octobre 2001
- France : 19 juillet 2002

### Épisode 26:L'Amoureux d'un jour
- États-Unis : 9 novembre 2001
- France : 21 juillet 2002

### Épisode 27:Le Seigneur des nains
- États-Unis : 9 novembre 2001
- France : 21 juillet 2002

### Épisode 28:Aventure culinaire
- États-Unis : 30 novembre 2001
- France : 25 juillet 2002

### Épisode 29:Miranda fait sa cour
- États-Unis : 7 décembre 2001
- France : 18 juillet 2002

### Épisode 30:Le Film de Gordo
- États-Unis : 1er janvier 2002
- France : 18 juillet 2002

### Épisode 31:Le Choix de Gordo
- États-Unis : 18 janvier 2002
- France : 24 juillet 2002